# Doellingeria scabra
Doellingeria scabra (місцева корейська назва — чамчві (참취) — багаторічна трав'яниста рослина родини айстрових.

## Поширення
Doellingeria scabra є рідною для Євразії: схід Росії, Китай, Японія та Корея.
Зустрічається в лісах і заростях, особливо на пагорбах і низьких горах. Їй добре підходять лісові галявини та теплі помірні райони, вологий ґрунт і багато сонця.

## Будова
Doellingeria scabra виростає до 1,2 метра заввишки. Стебла прямостоячі. Її квіти розпускаються між серпнем і жовтнем. Насіння дозріває в період з вересня по листопад. Запилюється бджолами та мухами, але здатна до самозапліднення. Зелене листя має серцеподібну форму. Краї листків зубчасті — нерівні й нагадують пилку. Трихоми зустрічаються по всій його поверхні.

## Використання
Вид активно культивується в помірних регіонах Кореї для різних цілей. Можна вирощувати в слабо піщаних, суглинистих або глинистих ґрунтах з належним дренажем, не може рости в тіні.

### У харчуванні
Doellingeria scabra відома своїм характерним ароматом та смаком, її часто використовують у корейській кухні. Корейська назва — chamchwi (참취 , «справжній чві»), і корейські місцеві жителі його часто називають просто чвінамуль.
Смажена або бланшована рослина часто використовується як основний інгредієнт трав'яних гарнірів, що називаються намуль. Бланшоване чамчві можна розтерти з рисом і приготувати на пару, щоб приготувати тток (рисовий пиріг), який називається чвітток. Смажене в обсмаженні чамчві можна використовувати як листя для загортання страви ссам, яке називається chwissam. У листя загортають свинину, овочі та перев'язують зеленою цибулею. Іноді з неї роблять кімчі. Це також один з інгредієнтів, який часто зустрічається в рецептах пібімбапу. Його можна використовувати як ароматизуючу траву в кімчі, рисі.

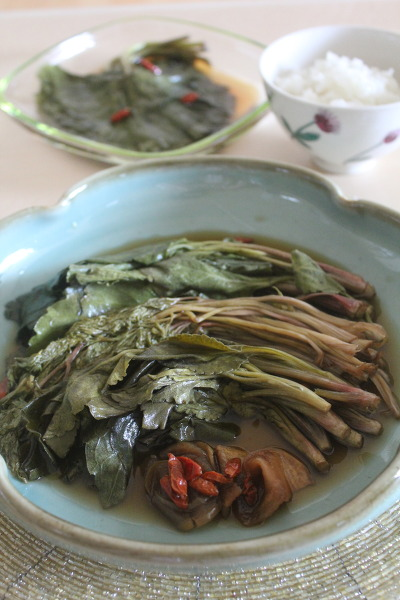
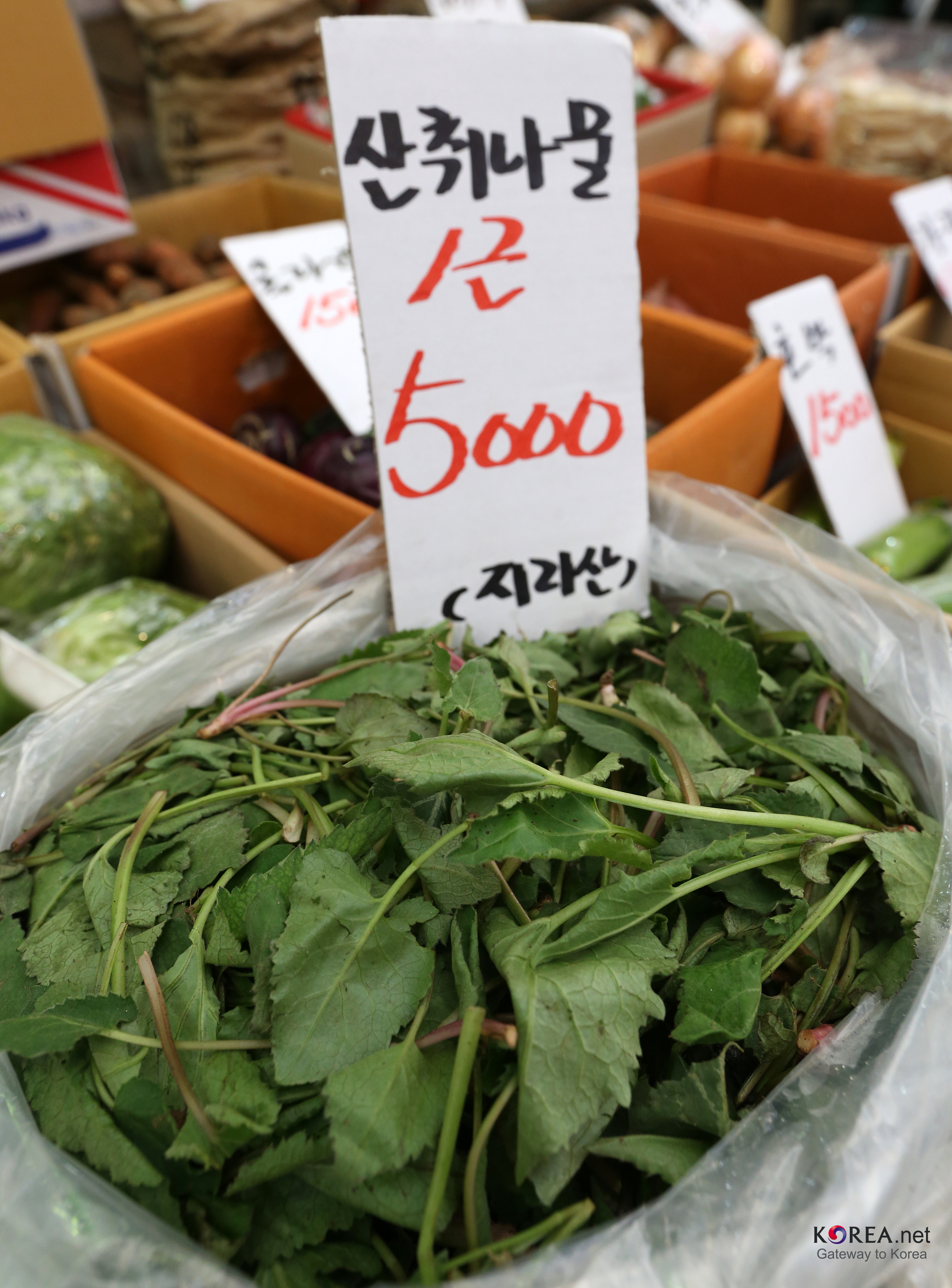
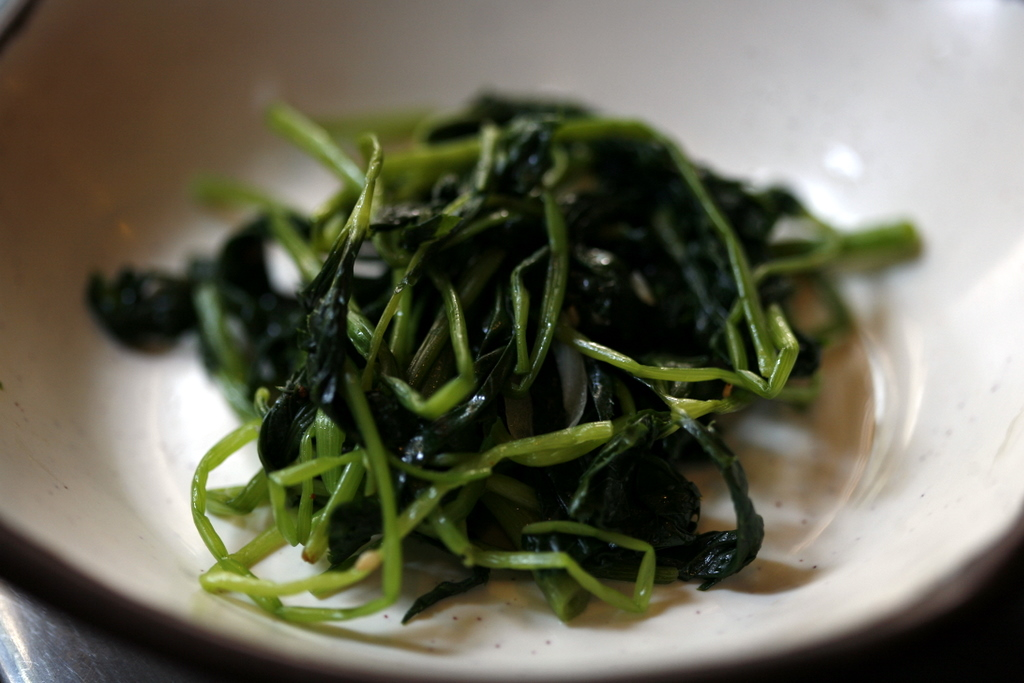
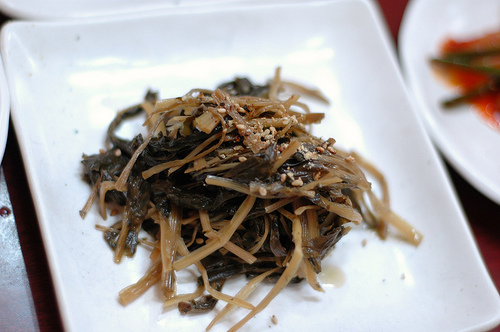
Приправлений чвінамуль

## Галерея

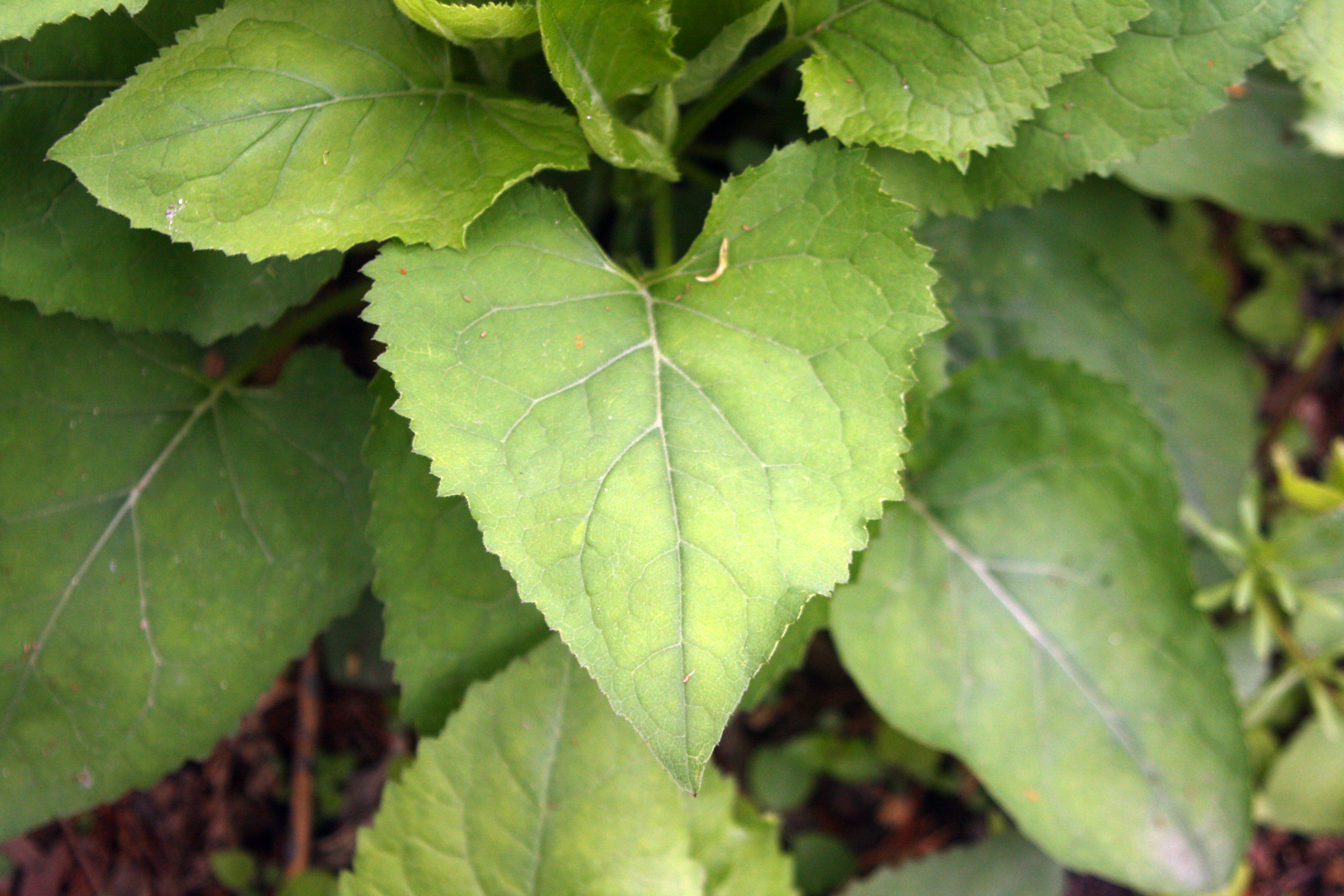
Листя
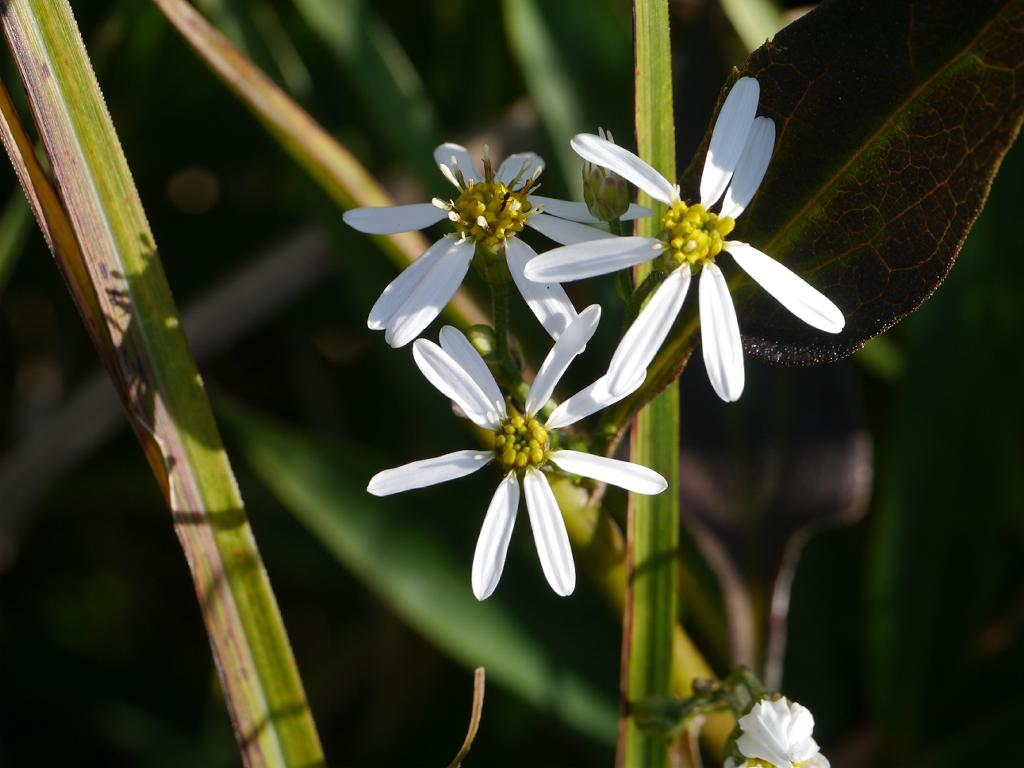
Квіти
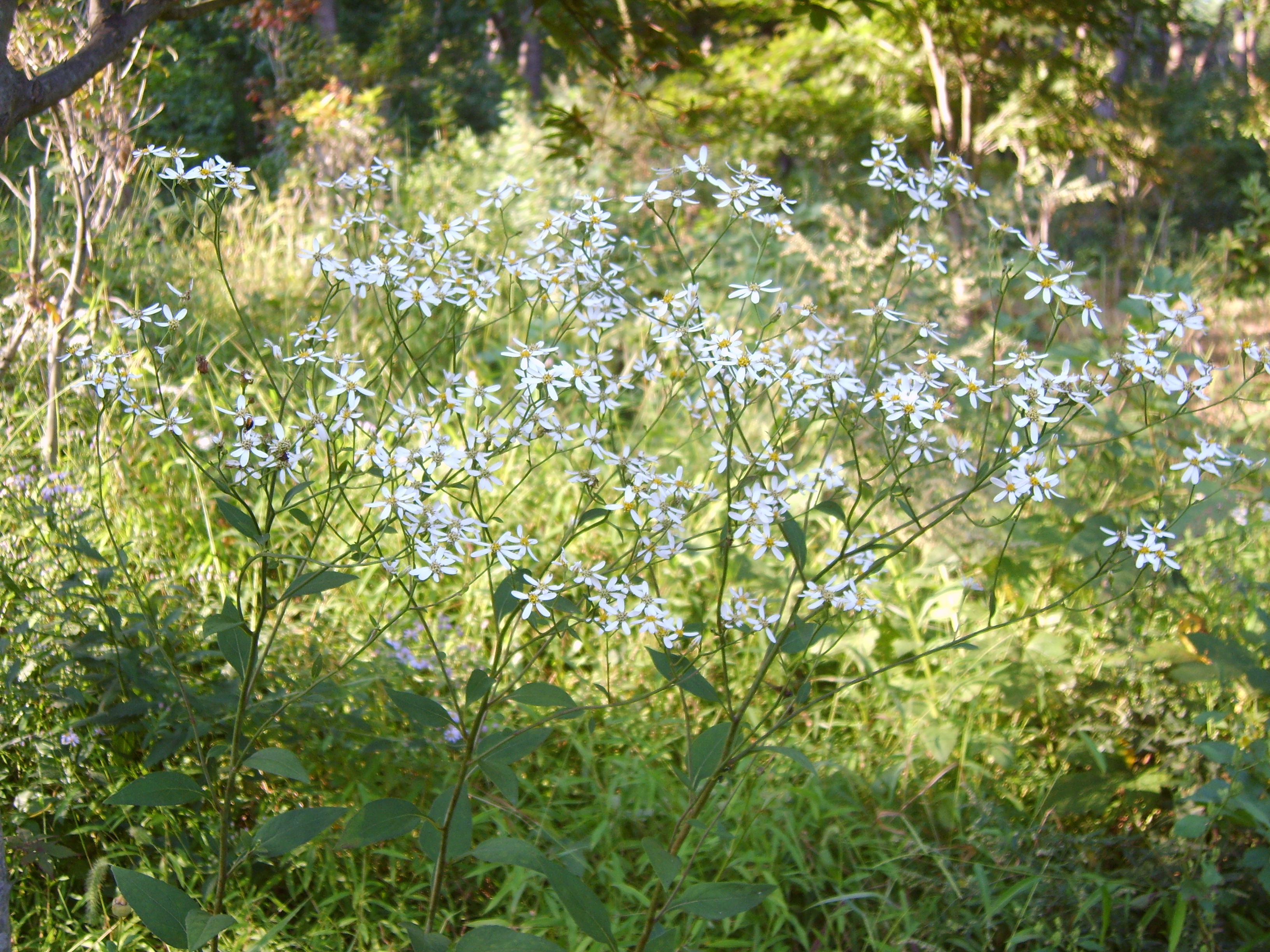
Зарості